# Altglashütten (Wüstung)
Altglashütten war ein unterfränkisches Dorf im Tal der Kleinen Sinn entlang der Verbindungsstraße von Kothen nach Reußendorf. Durch den Bau des Truppenübungsplatzes Wildflecken verschwand der 216 Einwohner zählende Ort von der Landkarte.

## Geographische Lage
Zu Altglashütten gehörte der oberhalb des eigentlichen Dorfes liegende Ortsteil Brücke, die Harfenmühle, das Wiesenhaus und das Haus Franken am Dammersfeld. Das Dorf im Tal der Kleinen Sinn lag auf 586 m ü. NHN zwischen der Dammersfeldkuppe, dem Steinküppel und dem Kleinen Auersberg.

## Geschichte
Im Türkensteuerregister der Fürstabtei Fulda aus 1605 ist der Ort unter Namen alten Glasshutten mit vier Familien erwähnt.
Als Dorf entstand er mit Errichtung einer Glashütte 1609 durch Fürstabt von Fulda Johann Friedrich von Schwalbach.
Zwischen 1763 und 1765 wurde die Kirche Mariä Empfängnis errichtet. Der heute noch in Teilen erhaltene Friedhof befand sich vor dem Dorf. 1781 gab es im Dorf eine Schule, nachdem vier Jahre zuvor eine solche in Neuglashütten erbaut worden war. Mitte des 19. Jahrhunderts wanderten einige Einwohner nach Ungarn aus. Auch deren Dorf hieß Altglashütten.
Wegen der Forderung des nationalsozialistischen Regimes nach mehr Truppenübungsplätzen für die Wehrmacht wurde auch das Dammersfeld als Truppenübungsplatz geplant. Räumungstermin war der 1. April 1938. Schon 1937 verließen viele Einwohner das Dorf. Einige ließen sich in der Region nieder. Andere zogen in den Raum Offenbach oder nach Niederbayern.
Nach dem Zweiten Weltkrieg plante man, das Gebiet wieder zu besiedeln. Der Plan wurde bald wieder verworfen. Baufähiges Material wurde geholt und die Häuser abgebrochen.
Die ehemalige Landgemeinde Altglashütten bestand aus dem gleichnamigen Kirchdorf und den Einöden Dammersfeld und Harfenmühle und umfasste 605,25 Hektar. Sie wurde 1942 aufgelöst und dem Heeresgutsbezirk Wildflecken zugeteilt. Die Absiedlung der Gemeinde war zum Zeitpunkt der Volkszählung 1939 bereits erfolgt.